# Faro (Sé e São Pedro)
Faro (Sé e São Pedro) (oficialmente: União das Freguesias de Faro (Sé e São Pedro)) é uma freguesia portuguesa do município de Faro com 74,75 km² de área e 46 299 habitantes (censo de 2021). A sua densidade populacional é 619,4 hab./km².
Mais de 65% do território desta freguesia faz parte do Parque Natural da Ria Formosa. Nela se situa o ponto mais meridional de Portugal Continental, o Cabo de Santa Maria, localizado na Ilha Deserta.

## História
Foi constituída em 2013, no âmbito de uma reforma administrativa nacional, pela agregação das antigas freguesias de Sé e São Pedro e tem a sede na Sé.

## Demografia
A população registada nos censos foi:
| Ano  | 0-14 Anos | 15-24 Anos | 25-64 Anos | > 65 Anos |
| 2001 | 5923      | 6174       | 22982      | 6228      |
| 2011 | 6303      | 4447       | 25533      | 7836      |
| 2021 | 6120      | 4991       | 25205      | 9983      |

À data da junção das freguesias, a população registada no censo anterior foi:
| Freguesia atual       | Freguesia atual  | Freguesia atual | Freguesias antigas | Freguesias antigas | Freguesias antigas |
| Freguesia             | População (2011) | Área (km²)      | Freguesia          | População(2011)    | Área(km²)          |
| --------------------- | ---------------- | --------------- | ------------------ | ------------------ | ------------------ |
| Faro (Sé e São Pedro) | 44 119           | 74,75           | Sé                 | 29 542             | 61,28              |
| Faro (Sé e São Pedro) | 44 119           | 74,75           | São Pedro          | 14 577             | 10,97              |